# Novellae

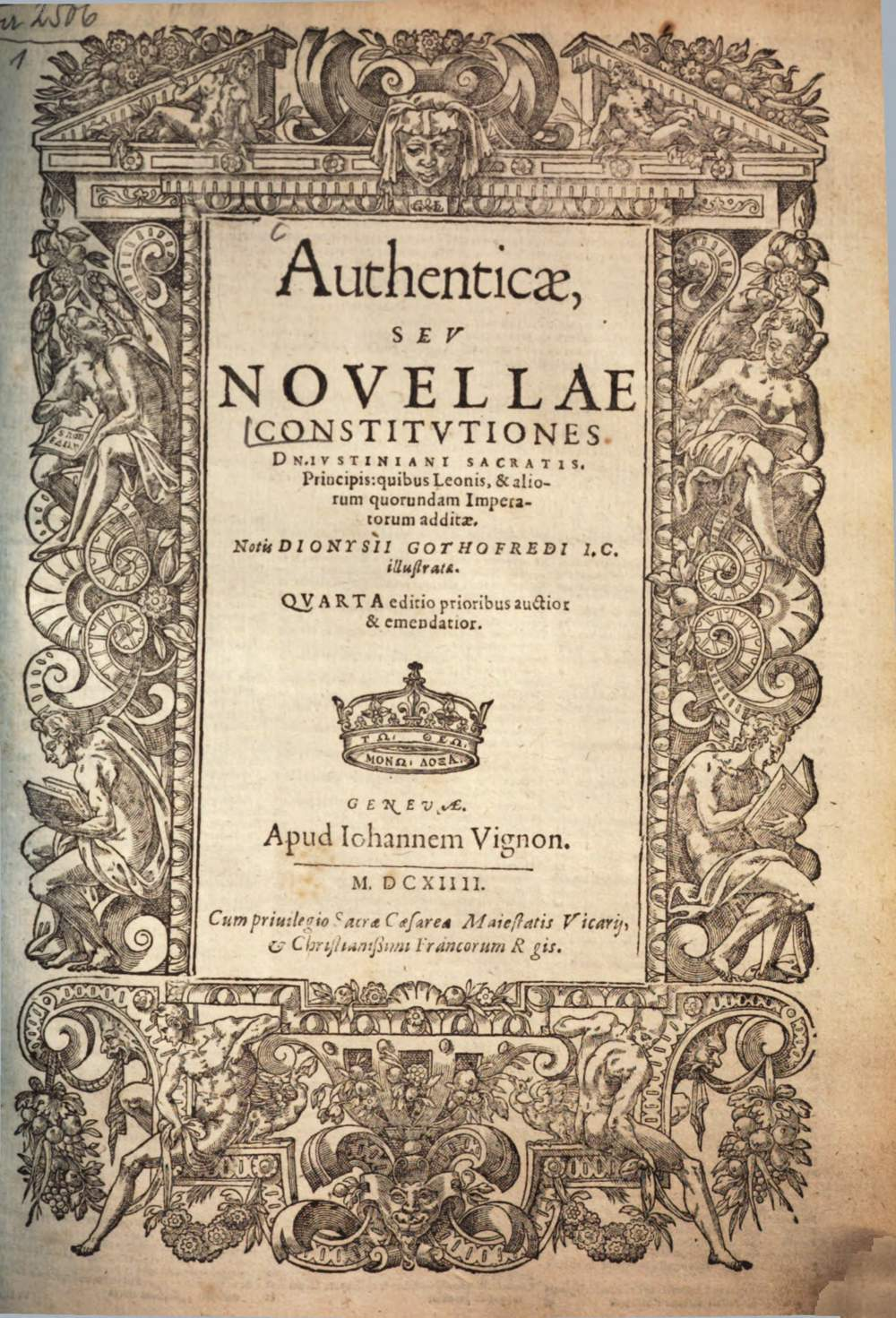
Die Novellae (der Schlussteil der justinianischen Gesetzessammlung) und Bestandteil des seit 1583 nach Dionysius Gothofredus so genannten Corpus iuris civilis; hier als Auszug aus dem Authenticum (Gothofredus, 1614.)

Die Novellae (kurz: NJ, hergeleitet aus Novellae Iustiniani; gelegentlich: Nov.) sind eine vornehmlich in Griechisch, nur teilweise in Latein verfasste Sammlung von Nachtragsgesetzen (leges novellae) Kaiser Justinians aus der Zeit nach 535. Sie sind abschließender Bestandteil des später so genannten Corpus iuris civilis, zu dem auch die Institutionen (Lehr- und Lernmaterial für Studienanfänger), die Digesten (Unterrichtsstoff für Fortgeschrittene) und der Codex Iustinianus, der ausgewählte kaiserliche Anordnungen von Hadrian bis Justin I. umfasst, gehören.

## Überblick
Die Gesetzessammlung repräsentiert einen Querschnitt durch alle Lebensfragen, die sich in der römischen Gesellschaft der Zeit stellten. Knapp ein Drittel aller Regelungen dienen dem Handel und Privatrechtsverkehr, obgleich sie mit den abgeschlossenen Kodifikationen bereits geregelt waren. Dringende Bedürfnisse ließen ihn die Materien nochmals aufgreifen. Den ansonsten verbleibenden größten Handlungsbedarf sah der Kaiser noch im allgemeinen Ordnungsrecht, dem er sich detailliert reformerisch widmete und das er stark hoheitlich ausgestaltete. Der Beamtenapparat wurde in der Kaiserzeit der Spätantike mittlerweile mit erheblichem Aufwand betrieben, sodass knapp die Hälfte aller Vorschriften auf die Organisation der Reichsverwaltung entfiel. Die Amtsbefugnisse richteten sich an der Interessenslage des Reichs und seiner Provinzen aus. Die Versorgung des Militärs und die hoheitliche Stärkung des Gerichts- und Steuerwesens standen als bedeutende Aufgaben im Fokus des Staatsinteresses. Weiterhin wurden Regelungen zur Organisation und Vermögensausstattung der Reichskirche getroffen. Ethische Anforderungsprofile an Sitte und Moral wurden ergänzend hinzugefügt. Die Regelungen galten grundsätzlich für „alle Untertanen“ des Reichs. Die Regel bestätigten bisweilen aber auch Ausnahmen. Justinian ließ seine Gesetze zunehmend abstrakter formulieren, damit er sein gestalterisches Instrumentarium flexibel und steuerbar halten konnte. So vermochte er anstehende Veränderungen besser zu bewältigen, mit vorrangiger Bedeutung dann, wenn die Staatsinteressen unmittelbar betroffen waren. Andere Bestimmungen wirken eher statisch und unscheinbar formuliert; zumeist waren dann private Belange betroffen.

## Form, Inhalt und Bedeutung
Novellae ist kein Gesetzesbegriff, den der Kaiser selbst verwendet hätte. Die Bezeichnung rührt aus dem Rechtsunterricht her. Julian, bedeutender Rechtslehrer (antecessor) der Rechtsschulen von Beirut und später Konstantinopel, nutzte die Bezeichnung beim Abhalten von Novellenkursen Mitte der 550er Jahre. Im Gegensatz zu den lateinischen Teilen der Kodifikation (Institutionen, Digesten, Codex) waren die Novellen in Griechisch gefertigt worden und mussten in Latein übersetzt werden, damit sie den Studenten in Italien nahegebracht werden konnten. Aus dem Grund finden sie in mehreren lateinischen Handschriften – etwa dem Authenticum oder der auf Julian zurückgehenden Epitome Iuliani – ihren Niederschlag. Zudem ist die Gesetzessammlung inschriftlich bezeugt.
Die Abfassung der Gesetze in Griechisch bedeutete eine Kehrtwende in der juristischen Fachsprache. Latein wurde als Gesetzessprache verdrängt, gleichwohl Wolfgang Kaiser mit seinen dahingehenden Untersuchungen davon ausgeht, dass reichsweit gültige  Novellen grundsätzlich zweisprachig verfasst wurden. Die erhalten gebliebenen Konstitutionen sind in Italien und Nordafrika nachweislich in Latein verfasst, diejenigen, die sich auf östliche Provinzen beschränken, in Griechisch. Erklärungen und Kommentare wurden in Griechisch eingefügt. Leo VI. unterzog das justinianische Gesamtwerk des CIC einer Revision mit dem Ergebnis, dass die Basiliken entstanden. In dieser Abfassung brachte er persönliche Anmerkungen und Hinweisen unter.
Zwar hatte Justinian die Kompilation des CIC bereits publiziert, infolge zahlreicher Reformgesetzgebungen wurde allerdings eine zweite Fassung des Codex Iustinianus nötig. 534 präsentierte er daher den Codex repetitae praelectionis. Die Veranlassung umfangreicher Einzelgesetzgebungen im Bereich des Privatrechts – vornehmlich waren von einer Neuordnung das Familien- und Erbrecht betroffen – bedeutete, dass das Ordnungssystem durch Nachtragsgesetze (Novellae) zu ergänzen war. Justinian erfasste die sich wandelnden gesellschaftlichen Rahmenbedingungen normativ. Zwischen 535 und 539 erließ er reihenweise Novellen. Die neuen Regelungen enthielten häufig gar keine abweichenden Grundsätze, die Maßnahmenkataloge wurden aber aufgefächert. Mit Inkrafttreten des Codex repetitae praelectionis wurden Ende 534 auch die ersten Novellae promulgiert. Wenngleich es in Aussicht genommen worden war, wurden die Gesetzesnachträge während Justinians Regentschaft wohl nie offiziell kompiliert. Die überlieferten Sammlungen weisen alle privaten Charakter auf.
Bis heute geht die Forschung davon aus, dass sich die Novellen zunächst in Privatsammlungen wiederfanden. Beforscht werden vor allem die Epitome Iuliani und das Authenticum. Die Niederschrift der Epitome gilt für das Jahr 556 als nachgewiesen, für das Authenticum besteht lediglich eine Vermutung für dasselbe Verkündungsjahr. Einen ganzheitlichen Überblick über sämtliche Novellen in ihren urtextlichen Sprachen, verschaffte ursprünglich die Collectio CLXVIII Novellarum. Sie umfasste wohl 168 Novellen. Neben den justinianischen (zuzüglich der dreizehn Novellen, die anhangsweise zur Edicta Iustiniani verarbeitet worden waren) waren noch Konstitutionen der kaiserlichen Nachfolger Justin II. und Tiberios II. enthalten und drei Edikte von Prätorianerpräfekten (praetorii).
Thematisch kennen die Novellen keine Einschränkungen. Die behandelten Lebenssachverhalte sind aus allen Bereichen des Alltags geschöpft. Es lassen sich verwaltungs- und steuerrechtliche sowie strafrechtliche Vorschriften nachweisen, ebenso zivil- wie zivilprozessrechtliche. Trotz der wachsenden Bedeutung des Kirchenrechts und Justinians Interesse an theologischen Materien und Korrespondenzen mit den Päpsten seiner Zeit – etwa Johannes II., Agapitus I. und Vigilius – wurde in die Novellen davon nichts aufgenommen. Im Übrigen sind die Novellen so miteinander verbunden, dass sie etliche Bezüge untereinander herstellen. Der Diskurs erstreckt sich auf den Codex, die Institutionen und die Digesten. Gelegentlich wird auf vorjustinianisches Recht reflektiert. Marie Theres Fögen reiht die Topoi der Novellen so auf: „Menschliches Zusammenleben bedarf einer guten Ordnung“, „die Ehe ist höchst ehrwürdig“, „Traditionen werden nicht abgeschafft, allenfalls verbessert“, „Kaiser und Kirche stimmen nutzbringend überein“, „Gottes Hilfe macht das Reich mächtig“ und „andere Völker sind Barbaren“. Die italienische Altphilologin Giuliana Lanata will hinter den Reformabsichten des Verfassers ein naturrechtliches Ansinnen und Denken entdeckt haben, darauf hinweisend Argumentationen, die aus einem christlich-neuplatonischen Blickwinkel hervortreten. Der menschlichen Rechtsetzung seien durch die Vielgestaltigkeit des ius naturale auch natürliche Grenzen für Erklärungen und Rechtfertigung gesetzt.
Wie ihr Inhalt, sind auch Anlass und Zielsetzung der Novellen vielgestaltig. Erstmalig eröffnet ein Kaiser seinen Gesetzeskatalog – neben Namen und Titulatur (intitulatio) – mit der Anrufung Christi, der sogenannten invocatio. Zwar praktizierte Justinian das wohl schon seit 533, so etwa 534 auch beim Promulgationsgesetz Constitutiones Cordi für den Codex repetitae lectionis (zweite Fassung des Codex Iustinianus), aber Verkündungen mit der Spruchformel in nomine Domini nostri Iesu Christi waren eine Neuerung von ihm.
Gewöhnlicherweise ist eine Novelle einzelfallbezogen, ausgewiesen werden die Adressaten als Individuum, genannt beim Hauptnamen, allen seinen (auch stattgehabten) Amtsbezeichnungen und seinem Rang. In sehr seltenen Fällen sind mehrere Personen genannt. Der Kaiser wird zudem an drei Stellen persönlich: in der inscriptio (zum Adressaten), in der dispositio (zur Anordnung, Verfügung) sowie in der salutatio (zum Gruß am Schluss). Hochrangige (kirchliche) Würdenträger werden dabei mit pater oder parens angesprochen, niederrangigere, wie Provinzstatthalter, mit frater.
Justinians Streben nach der Vereinheitlichung allen Rechts wurde von der Kirche aufgegriffen. Insoweit eröffnete er dem Recht den Weg zu einer christianisierten Weltanschauung, weshalb summarisch attestiert werden kann, dass das weltliche und das kirchliche Recht unter seiner Ägide zusammenzuwachsen begannen.
Nicht zu verwechseln sind die Novellae mit den Leges novellae, die sich auf die Gesetzgebung der Kaiser Theodosius II., Valentinian III. und Majorian beziehen.

## Wirkungsgeschichte
Um den Juristen, die mit der Novellensammlung arbeiteten, eine systematische Orientierung zu geben und um Breitenwirkung zu erzielen, wurden früh Bücher zur Erleichterung der Rechtspraxis geschaffen. Zeugnis davon gibt vornehmlich das Novellensyntagma des Athanasios von Emesa. Dessen Entstehung liegt im letzten Viertel des 6. Jahrhunderts. Als Arbeitsgrundlage verwendete Athanasios – entkleidet um alle Proömien, Epiloge und Sprachornate des Grundstoffs – die Collectio CLXVIII Novellarum.
Der Athanasiostext lässt zahlreiche Weiterverarbeitungen erkennen, was an zahlreichen Glossen und Transkriptionen erkennbar wird. Die Bearbeitungen legen zudem nahe, dass sie mehreren Benutzerschichten unterworfen sind, anders gesagt, aus mehreren Zeitabschnitten stammen und von verschiedenen Autoren herrühren. Die Wirkungsgeschichte des Syntagma war aber nicht allein wegen ihrer Verwendung zum Zwecke der Identifikation der Novellen (aktuelle Benutzung) bedeutsam, sondern auch weil der Text als Grundlage für die folgenden Weiterverwertungen diente. Damit war er prägend für die byzantinische Literaturgeschichte an sich. Sehr beliebt anfänglich, ließ die Beschäftigung mit dem Athanasiostext schnell nach, wurde während der Renaissance des justinianischen Rechts von den Makedonen aber wieder aufgegriffen. Allerdings fanden die Bearbeitungen keinen nennenswerten Niederschlag in den Hauptwerken der Zeit, etwa der Eisagoge oder dem Prochiron beziehungsweise den bereits genannten Basiliken. Erst die Epitome Legum und der Prochiron auctum zeigen wieder nachweislich auf, dass der Athanasiostext erneut abgeschrieben wurde und damit die Diskussion über die Novellen anregte.

## Ausgabe
- Novellae. Recognovit Rudolfus Schoell; opus Schoellii morte interceptum absolvit Guilelmus Kroll. Editio stereotypa quarta (= Corpus iuris civilis Band 3). Weidmann, Berlin 1912. Digitalisat.